# Электроника C3-22
Электроника C3-22 — настольный 12-разрядный микрокалькулятор в пластмассовом корпусе, предназначенный для индивидуального использования при проведении расчётов. Выпускался заводом «Светлана» с 1976 года.

## Технические характеристики
- Арифметическое устройство — К145ИК6.
- Выполняемые операции: сложение, вычитание, умножение, деление, вычисление процентов, операции с константами, изменение знака числа, операции с использованием памяти.
- Разрядность — 12 цифровых разрядов.
- Среднее время выполнения одной операции — не более 0,6 с.
- Время готовности к работе — через 3 с после включения питания.
- Питание — сеть переменного тока 220 В 50 Гц.
- Допустимые колебания напряжения питания от номинального (220 В) — от −15 до +10 %
- Потребляемая мощность — не более 12 В·А.
- Масса — не более 1 кг.
- Габаритные размеры — 200x170x48 мм.

## Конструкция
Микрокалькулятор состоит из четырёх основных узлов:
- устройство питания;
- вычислительное устройство;
- индикатор;
- клавиатура.

Устройство питания формирует напряжения (+0,7 В, −24 В, −27 В, +3,15 В, −30 В), обеспечивающие работу вычислительного устройства и индикатора.
Вычислительное устройство выполнено на микросхемах:
- К145ИК6 — арифметическое устройство;
- К145ГГ1 — генератор тактовых импульсов;
- К145ИП8 — устройство ввода—вывода.

В качестве индикатора использован 14-разрядный вакуумный люминесцентный индикатор (используется 13 разрядов). Двенадцать из них используется для отображения цифровой информации, а крайний правый — знака «минус».